# Арсенал (футбольний клуб, Дзержинськ)
«Арсенал» (біл. ФК Арсенал Дзяржынск) — білоруський футбольний клуб із Дзержинська, заснований 2019 року. Виступає у Вищій лізі чемпіонату Білорусі.

## Історія
Клуб заснований у 2019 році і того ж року приєднався до Другої Білоруської ліги з футболу, яку виграли в дебютному сезоні. 
У 2020 «каноніри» дебютували у першій лізі, через рік вони здобули перше місце в першій лізі та здобули право виступати у Вищій лізі.
За підсумками сезону у вищому дивізіоні команда посіла 14-те місце та провела матчі плей-оф за виживання в яких поступилась клубу «Макслайн» та вибула до першої ліги. 30 листопада 2022 року Білоруської федерації футболу відмовила в ліцензуванні клубу «Макслайн» таким чином «Арсенал» залишився у Вищій лізі але згодом клуб відмовився від можливості залишитись у вищому дивізіоні та залишився у першій лізі.
У 2023 році «каноніри» посіли перше місце в першому дивізіоні та повернулись до вищої ліги Білорусі.

## Арена
Команда виступає на міському стадіоні Дзержинська, який вміщує тисячу глядачів але домашнею ареною у вищій лізі для «арсенальців» буде «Городея» з міста Городея. 